# Ender Çetin
Ender Çetin (geb. 1976 in Berlin-Spandau) ist ein deutscher Imam. Als einer der ersten Absolventen des Islamkollegs an der Universität Osnabrück zählt er zu den Vorreitern einer neuen Generation von Imamen, die in Deutschland ausgebildet wurden.

## Leben
Ender Çetin wurde 1976 als Sohn türkischer Einwanderer in Berlin geboren und ist dort aufgewachsen. Er hat in Berlin Erziehungswissenschaften und im Fernstudium in der Türkei Islamische Theologie studiert. Bis 2017 war er Vorsitzender der Şehitlik-Moschee der Türkisch-Islamischen Gemeinde zu Neukölln. Am Islamkolleg Deutschland in Osnabrück schloss er 2023 mit dem ersten Jahrgang in Deutschland die Ausbildung zum Imam ab.

## Wirken

### Interreligiöse Arbeit
Çetin bringt aufgrund seiner Herkunft und Ausbildung eine gute Kenntnis der deutschen Lebenswirklichkeit und Sprache in seine Arbeit ein. Er arbeitet als Seelsorger in Gefängnissen und ist in dem Schulprojekt Meet2Respect aktiv, wo er zusammen mit einem Rabbiner vor Schülern steht und für gegenseitiges Verständnis und Respekt wirbt.
Das Projekt wurde 2021 mit dem Gustav-Heinemann-Bürgerpreis ausgezeichnet. In diesem Zusammenhang betonte der damalige SPD-Vorsitzende Norbert Walter-Borjans die Relevanz interreligiöser Dialoge angesichts gesellschaftlicher Spannungen und verwies auf die Bedeutung gemeinsamer Werte, unabhängig von religiöser Zugehörigkeit.
An der Deutschen Islam Akademie leitet Çetin eine wöchentliche Tafsir-Kursreihe, in der Teilnehmerinnen und Teilnehmer den Koran sowie dessen verschiedene Auslegungen im historischen Kontext kennenlernen.
Çetin wird aufgrund seiner praktischen Erfahrungen und seiner Kenntnisse muslimischer Lebensrealitäten in Deutschland auch von politischen Entscheidungsträgern einbezogen. So traf er unter anderem Bundespräsident Frank-Walter Steinmeier und nahm an Gesprächen zur Rolle von Muslimen in der deutschen Gesellschaft teil.

### Einsatz gegen Radikalisierung
Ein Schwerpunkt seiner Arbeit liegt auf der Förderung eines Islams, der im deutschen gesellschaftlichen Kontext verortet ist und unabhängig von ausländischen Einflüssen entwickelt wird. Çetin spricht sich für den Aufbau einer islamischen Theologie in Deutschland aus und appelliert an muslimische Gemeinden, gesellschaftliche Verantwortung zu übernehmen.
Darüber hinaus befasst sich Çetin mit der Prävention von Online-Radikalisierung. Er warnt vor dem Einfluss extremistischer Inhalte in sozialen Medien wie TikTok auf Jugendliche und plädiert für eine verstärkte Aufklärungsarbeit sowie gezielte Maßnahmen zur Ansprache gefährdeter junger Menschen.

## Kontroverse
Die Berliner Zeitung berichtete am 1. Oktober 2023 unter Berufung auf Lennart Pfahler (Journalist, Die Welt), dass Çetin im Jahr 2016 an einer türkisch-nationalistischen Demonstration gegen eine Resolution des Bundestags, in der die Massentötung von Hunderttausenden Armeniern im Osmanischen Reich als Völkermord eingestuft wurde, teilgenommen habe. Er sei dort vor einem Transparent, „Deutschlands Türken lehnen Vorwurf des Völkermords entschieden ab“, fotografiert worden. Seine Ehefrau Pinar Çetin hatte sich öffentlich eindeutig gegen die Resolution geäußert, jedoch später „im Zuge eines kritischen Reflexionsprozesses ihre Ansichten geändert“ und ihr Bedauern darüber ausgedrückt. Das Ehepaar Çetin gab deswegen 2021 die Auszeichnung Band für Mut und Verständigung, zurück.
Im Juli 2024 geriet Ender Çetin in die Kritik, nachdem ein TikTok-Video veröffentlicht wurde, das ihn bei einem umstrittenen Fanmarsch türkischer Fußballfans in Berlin zeigte, worüber die Bild berichtete. In dem Video trug Çetin ein T-Shirt mit der Aufschrift Türk in Orchon-Runen, die mit der Ideologie der türkisch-rechtsextremen "Grauen Wölfe" in Verbindung gebracht wird.

### Reaktionen auf die Berichterstattung der BILD-Zeitung
Çetin erklärte, er habe nicht gewusst, dass die Orchon-Runen auch von Anhängern dieser Bewegung als Symbol verwendet würden, und distanzierte sich ausdrücklich von deren nationalistischer Ideologie. Er bezeichnete die Situation als ein Missverständnis, das er bedauere.
Infolge der Berichterstattung erhielt Çetin Unterstützung von zahlreichen Vertreterinnen und Vertretern der interreligiösen Zivilgesellschaft. Das Berliner Forum der Religionen kritisierte die mediale Darstellung, insbesondere durch die Bild-Zeitung, als „geringschätzende Diffamierungen“. Auch Rabbiner Elias Dray äußerte sich zugunsten Çetins und hob dessen langjähriges Engagement im interreligiösen Dialog hervor. Silke Radosh-Hinder, Superintendentin des evangelischen Kirchenkreises Berlin-Mitte, unterstrich Çetins konstanten Einsatz für gesellschaftliches Miteinander und Verständigung.
Rabbiner Dray wies zudem darauf hin, dass die öffentliche Debatte um das Video auch das interreligiöse Projekt Meet2Respect belasten könne, an dem Çetin beteiligt war. In Reaktion darauf erklärte Çetin, seine Mitarbeit an dem Projekt vorerst ruhen zu lassen.